# Rafał Majka
Rafał Majka   (Zegartowice, 12 de setembre de 1989) és un ciclista polonès, professional des del 2011. Actualment corre a l'equip UAE Team Emirates.
Es va donar a conèixer en el panorama internacional com a bon escalador en la Volta a Espanya de 2011 i 2012, però fou sobretot al Giro d'Itàlia de 2013 quan demostrà tot el seu potencial, en acabar setè de la classificació general i liderar durant 8 dies la classificació dels joves.
El 2014 va esclatar definitivament, en guanyar dues etapes al Tour de França i la Classificació de la Muntanya. Al 2015 va quedar tercer a la Volta a Espanya i al 2017 en va guanyar una etapa.

## Palmarès
- 2007
  - Vencedor d'una etapa de la Cursa de la Pau júnior
- 2010
  - Vencedor d'una etapa de la Carpathia Couriers Path
- 2012
  - Vencedor de la classificació dels joves al Tour de Pequín
- 2013
  - Vencedor de la classificació per punts a la Volta a Polònia
- 2014
  - 1r a la Volta a Polònia i vencedor de 2 etapes
  - Vencedor de 2 etapes al Tour de França i  1r del Gran Premi de la Muntanya
- 2016
  -  Campionat de Polònia en ruta
  -  1r del Gran Premi de la Muntanya del Tour de França
  -  Medalla de bronze als Jocs Olímpics de Rio de Janeiro en la cursa en línia
- 2017
  - 1r a la Volta a Eslovènia i vencedor d'una etapa
  - Vencedor d'una etapa a la Volta a Califòrnia
  - Vencedor d'una etapa a la Volta a Espanya
- 2021
  - Vencedor d'una etapa a la Volta a Espanya
- 2022
  - Vencedor de 2 etapes de la Volta a Eslovènia
- 2023
  - Vencedor d'una etapa a la Volta a Polònia
- 2025
  - **  Campionat de Polònia en ruta

### Resultats a la Volta a Espanya
- 2011. No surt (17a etapa)
- 2012. 32è de la classificació general
- 2013. 19è de la classificació general
- 2015. 3r de la classificació general
- 2017. 39è de la classificació general. Vencedor d'una etapa
- 2018. 13è de la classificació general
- 2019. 6è de la classificació general
- 2021. 21è de la classificació general. Vencedor d'una etapa

### Resultats al Giro d'Itàlia
- 2013. 7è de la classificació general.  Millor jove durant 8 etapes
- 2014. 6è de la classificació general
- 2016. 5è de la classificació general
- 2019. 6è de la classificació general
- 2020. 12è de la classificació general
- 2024. 15è de la classificació general

### Resultats al Tour de França
- 2014. 44è de la classificació general. Vencedor de la 14 i 17 etapa.  1r del Gran Premi de la Muntanya
- 2015. 28è de la classificació general
- 2016. 27è de la classificació general.  1r del Gran Premi de la Muntanya
- 2017. No surt (10a etapa)
- 2018. 19è de la classificació general
- 2021. 34è de la classificació general
- 2022. No surt (17a etapa)
- 2023. 14è de la classificació general